# Business process outsourcing
Business process outsourcing (BPO, pl. outsourcing procesów biznesowych, na rynku amerykańskim business process offshoring) – zlecanie wybranych procesów biznesowych do wykonywania przez zewnętrzne podmioty, które ponoszą odpowiedzialność za ich jakość i efektywność.